# Aloys Thomas Raimund von Harrach
Le comte Aloys Thomas Raimund von Harrach, né le 7 mars 1669 à Vienne et mort le 7 novembre 1742 dans la même ville, est un homme d'État et diplomate autrichien.

## Biographie
Aloys von Harrach vient de la famille noble Harrach, son père Ferdinand Bonaventura von Harrach (1637-1706) fut Grand Maître de la Cour (Obersthofmeister) de l'empereur Léopold de Habsbourg.
En 1694, il devient envoyé de l'empereur à Dresde en Saxe ; de 1697 à 1700, il exerce la même fonction à Madrid en Espagne. Il revient en 1711 à la cour d'Auguste le Fort à Dresde puis va à Hanovre et à Berlin pour des missions diplomatiques.
En 1712, il accorda le privilège d'installer une cristallerie dans les forêts de Harrachov en Bohême.
De 1715 à 1742, il exerce la fonction de Landmarschall en Basse-Autriche ; de 1728 à 1733, il fut vice-roi de Naples où il acquiert de nombreuses œuvres d'art. En 1734, il intègre la conférence d'État secrète (Geheime Staatskonferenz) présidée par l'empereur Charles VI.
Il fait construire de nombreuses grandes demeures avec l'architecte Lukas von Hildebrandt comme le château de Prugg à Bruck an der Leitha ou le palais Harrach à Landstraße dans la banlieue de Vienne.

## Famille
Aloys Thomas Raimund von Harrach épouse le 22 avril 1691 Marie Barbara von Sternberg. Ils ont cinq enfants :
- Johann Philipp Wenzel, (1691-1693)
- Ferdinand Wenzel, (1692–1692)
- Maria Philippine Josepha, (1693-1763) ∞ comte Johann Franz von Thun und Hohenstein (1686-1720)
- Ferdinand Leopold, (1693-1694)
- Wenzel Friedrich, (1694–1694)

En deuxièmes noces, il se marie avec Anna Cäcilia von Thannhausen (1674-1721). Ils ont dix enfants :
- Friedrich August (1696–1749)
- Maria Anna, (1698-1758)

∞ Ludwig von Rabatta;
∞ Sigismond Gustave Herzan von Harras (1698-1760)
- Karl Joseph Gervasius, (1700-1714)
- Maria Aloysia, (1702-1775) ∞ Prince Franz Anton zu Lamberg (1678-1759)
- Franz Anton, (1702-1707)
- Wenzel Leopold Joseph Stanislaus, (1703-1734), mort dans la bataille de Parme)
- Johann Ernst Emanuel Joseph (1705-1739), évêque de Nitra
- Leopold Joseph Jakob, (1706)
- Franz Joseph Johann Anton, (1707)
- Ferdinand Bonaventura (1708-1778)

∞ Marie Elisabeth von Gallas (1718–1737), fille du vice-roi du royaume de Naples, Johann Wenzel von Gallas
∞ Maria Rosa von Harrach (1721-1785), fille de Friedrich August
Il fait un troisième mariage en 1721 avec Ernestine von Dietrichstein, la veuve de Johann Wenzel von Gallas. Ce mariage ne donnera pas d'enfants.

## Source de la traduction
- (de) Cet article est partiellement ou en totalité issu de l’article de Wikipédia en allemand intitulé « Aloys Thomas Raimund von Harrach » (voir la liste des auteurs).